# درگیری ۱۴۰۲ ایران و افغانستان
در ۲۷ می ۲۰۲۳، مصادف با ۶ خرداد ۱۴۰۲ نیروهای طالبان و مرزبانان ایرانی در امتداد مرز افغانستان و ایران میان ولایت نیمروز افغانستان و استان سیستان و بلوچستان ایران درگیر شدند. درگیری حدود شش ساعت به طول انجامید و سطح تبادل آتش سنگین بود چنان‌که ضمن رد و بدل شدن آتش مسلسل از توپ و خمپاره‌انداز نیز استفاده شد. درگیری برای دو طرف تلفاتی را به همراه داشت، طرف ایرانی و افغان هرکدام دیگری را آغازگر درگیری معرفی کردند، پیشتر جدال لفظی میان مقامات دو کشور پیرامون حقابه ایران از رود هیرمند افزایش سطح تنش میان دو کشور را سبب گردیده‌ بود.

## پیش‌زمینه
چند روز پیش از آغاز تنش، درگیری‌های لفظی میان مقامات جمهوری اسلامی و طالبان بر سر حقابه ایران از هیرمند بالا گرفته بود. اساس قرارداد منعقد به تاریخ ۱۳۵۱، افغانستان سالانه باید ۸۵۰ میلیون متر مکعب از آب رود هیرمند را به ایران بدهد، اما این عمل طی سالیان گذشته محقق نشد.

## شرح درگیری
درگیری ساعت‌ها به طول انجامید و ضمن تبادل آتش از تسلیحات سنگین مانند توپ و خمپاره استفاده گردید، طالبان اعلام کرد که آتش توپخانه ایران شهر زرنج واقع در ولایت نیمروز را نیز هدف قرار داده، کانال تلگرامی سپاه خبر داد که پهپادهای شناسایی ایران بر فراز منطقه درگیری به پرواز درآمدند و درگیری در روستای مامکی از ولسوالی کنگ جریان داشته است. اخباری تأیید نشده از تصرف یک پاسگاه مرزی در ایران از سوی طالبان منتشر گردید، درگیری غریب به شش ساعت ادامه داشت.

## پیامد
هردو طرف درگیری یعنی مقامات جمهوری اسلامی و طالبان دیگری را آغازگر تنش معرفی کردند، طرفین هئیتی را برای بررسی موضوع به منطقه اعزام کردند، محل وقوع تنش پاسگاه مرزی سوسولی هیرمند اعلام گردید، دو فرمانده ارشد ایرانی، قاسم رضایی، جانشین فرمانده کل انتظامی و کیومرث حیدری، فرمانده نیروی زمینی ارتش جمهوری اسلامی به منطقه درگیری سفر کردند. گذرگاه مرزی پل ابریشم پس از وقوع رویداد به مدت یک روز بسته شد و سپس بازگردید، احمد مسعود، رهبر جبهه مقاومت ملی با انتشار مصرعی از مولانای بلخی «نگفتمت مرو آنجا که آشنات منم» تلویحاً به مماشات مقامات جمهوری اسلامی با طالبان در دوره هجوم طالبان اشاره کرد. عبدالحمید خراسانی یکی از مقامات نظامی طالب با انتشار پیامی ویدیویی مستقیماً طرف ایرانی را تهدید کرد.
روزنامه جمهوری اسلامی ضمن انتقاد از مماشات با طالبان پیشنهاد اقدامات متقابلی را برای متنبه کردن طالبان و همین‌طور گرفتن حقابه هیرمند همچون توقف صادرات و واردات، کاهش روابط سفارتی، سخت‍گیری نسبت به سفر افغان‌ها به کشور و طرح دعوی بین‌المللی را عنوان کرد. انتقاداتی به جمهوری اسلامی بابت عدم جدیت در مواجهه با طالبان و تهدیدات آن وارد گردیده است.